# 圣斯特凡诺-迪马格拉
圣斯特凡诺-迪马格拉（義大利語：Santo Stefano di Magra），是意大利拉斯佩齐亚省的一个市镇。总面积13平方公里，人口8656人，人口密度665.8人/平方公里（2009年）。ISTAT代码为011026。